# Chambucha
Chambucha ist eine Siedlung im Territorium Walikale in der Provinz Nord-Kivu im Osten der Demokratischen Republik Kongo. Sie liegt nördlich eines Flusses an der Nationalstraße 3.

## Konflikte
Am 27. März 2008 kam es in Chambucha und Nord-Hombo zu einem Zusammenstoß zwischen der 85. Brigade der Forces Armées de la République Démocratique du Congo (FARDC) und Milizen. Die örtliche Bevölkerung floh in Richtung der Provinz Süd-Kivu. Bei Gewalttaten am 17. Mai 2012 wurden im Ort elf Menschen getötet.